# Фурманов, Александр Мефодьевич
Александр Мефодьевич Фурманов (22 ноября 1915, Киев — 7 мая 1982, там же) — советский офицер, участник Великой Отечественной войны, старший лейтенант, Герой Советского Союза (1944).

## Биография
Родился 22 ноября 1915 года в Киеве в семье рабочего. Украинец. Окончил неполную среднюю школу в Киеве, работал формовщиком на заводе имени Артёма. В 1937 году был призван в РККА. Участвовал в советско-финской и Великой Отечественной войнах. Воевал на Сталинградском, 1-м Белорусском, 1-м и 3-м Украинских фронтах.
В ночь на 26 октября 1943 гвардии старшина А. М. Фурманов, который занимал должность командира отделения 2-го гвардейского понтонно-мостового батальона 4-й понтонно-мостовой бригады 8-й гвардейской армии, во время форсирования Днепра в районе города Запорожье на понтоне доставил бойцов на остров Хортица. Участвовал в штурме вражеских позиций, оказывая помощь десантникам. Указом Президиума Верховного Совета СССР от 22 февраля 1944 за форсирование Днепра в районе Днепрогэса и проявленные в бою мужество, отвагу и героизм гвардии старшине Александру Мефодьевичу Фурманову было присвоено звание Героя Советского Союза с вручением Ордена Ленина и медали «Золотая Звезда» (№ 2174). Также был награждён орденами Красного Знамени и Красной Звезды и многочисленными медалями.
Член ВКП(б) с 1944 года. С 1955 года старший лейтенант А. М. Фурманов в запасе. Работал на Киевском заводе по ремонту и изготовлению строительных механизмов, проживал в Киеве. Умер 7 мая 1982 года, был похоронен на Берковецком кладбище.